# Gregorio di San Vincenzo
Grégoire de Saint-Vincent, noto in Italia come Gregorio di San Vincenzo (Bruges, 8 settembre 1584 – Gand, 27 gennaio 1667), è stato un gesuita e matematico fiammingo, noto soprattutto per i suoi studi sulla quadratura del cerchio.

## Biografia
Figlio di Gregorio de San Vicento, un mercante spagnolo che si trasferì a Bruges, studiò lettere a Bruges e filosofia a Douai. Nel 1605 entrò nell'ordine dei gesuiti a Roma.
A Roma continuò gli studi di filosofia e studiò matematica tramite l'insegnamento di un altro gesuita, Cristoforo Clavio. Nel 1611 assistette alla presentazione del Sidereus nuncius di Galileo davanti al Collegio Romano. Tornato a Lovanio nel 1612 per studiare teologia, vi fu ordinato prete nel 1613.
Dopo aver insegnato lettere per alcuni anni, fu professore di matematica prima ad Anversa dal 1618 al 1620, periodo in cui fu insegnante di Jean-Charles della Faille, poi a Lovanio dal 1621 al 1624.
Nel 1625 fu chiamato a Roma dal superiore generale dei gesuiti, che lo invitò a discutere il problema della quadratura del cerchio con i professori del Collegio Romano. Dal 1626 al 1632 fu al seguito dell'imperatore Ferdinando II d'Asburgo a Praga, città che lasciò precipitosamente con l'arrivo delle truppe svedesi. In seguito sembra essere stato per qualche tempo insegnante di matematica di Giovanni d'Austria in Spagna, poi lo si ritrova a Gand, dove insegnò matematica fino alla sua morte nel 1667.

### La quadratura del cerchio

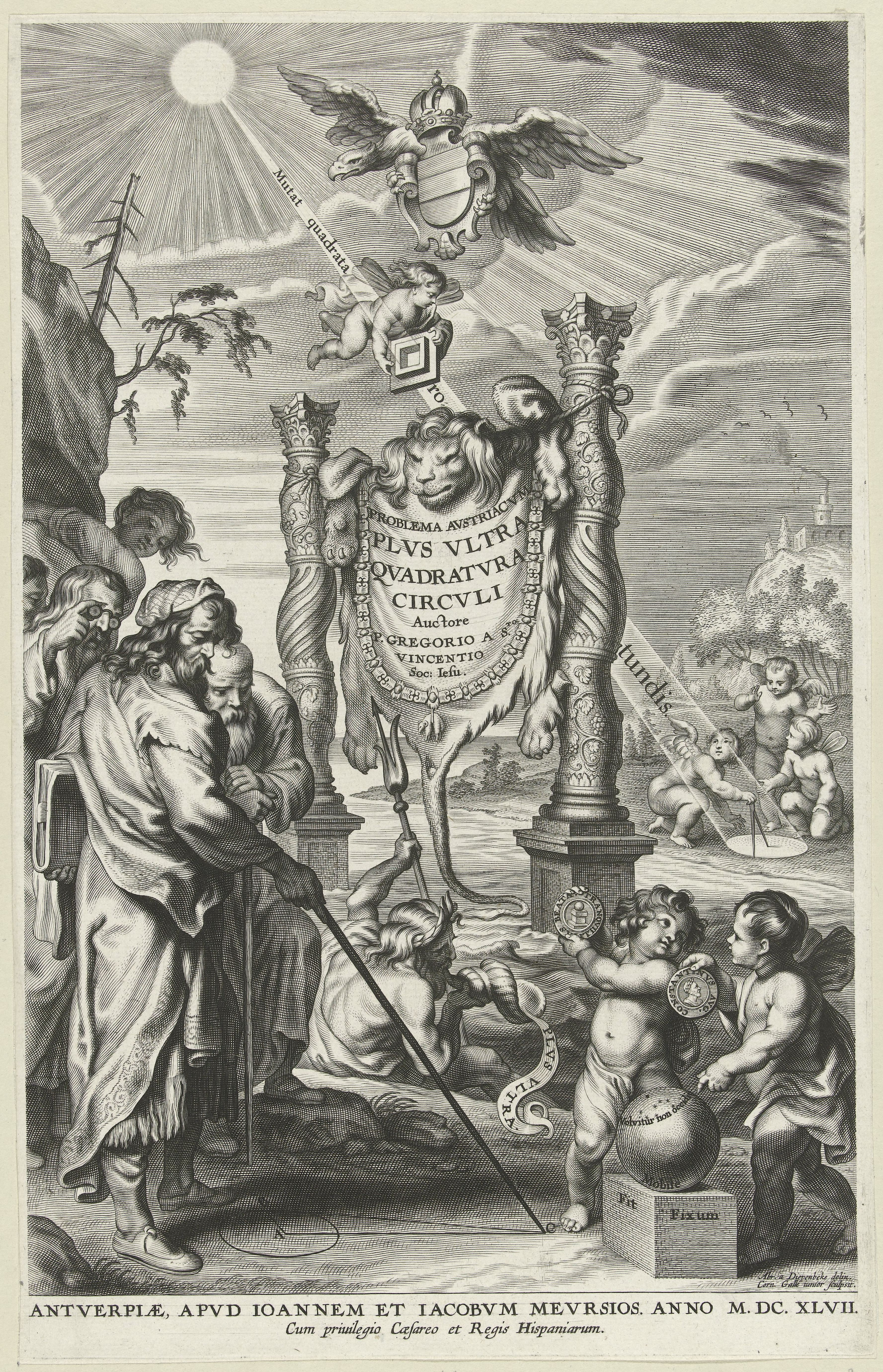
Antiporta dellOpus geometricum, Anversa, 1647

Gregorio di San Vincenzo si interessò soprattutto al calcolo di aree delimitate da curve, ed è famoso per i suoi sforzi per trovare la soluzione del problema della quadratura del cerchio. Nel 1647 pubblicò ad Anversa la sua opera maggiore, Opus geometricum quadraturae circuli et sectionum coni decem libris comprehensum, nota brevemente come «Opus geometricum», di oltre 1250 pagine, in cui afferma di conoscere almeno quattro metodi per risolvere il problema. Sfortunatamente l'errore che commise fu segnalato da Huygens, che screditò un lavoro pur tuttavia notevole per quei tempi. Il lavoro fu inoltre criticato da Vincent Léotaud nell'opera Examen circuli quadraturae del 1654.
Benché le dimostrazioni di San Vincenzo fossero errate, i metodi da lui utilizzati furono riconosciuti ingegnosi da Huygens, che rimase in corrispondenza con lui fino al 1665. Più tardi Leibniz sottolineò l'importanza dei suoi lavori per lo sviluppo dell'analisi infinitesimale.
Oltre alla quadratura del cerchio, Gregorio di San Vincenzo si interessò ad altri calcoli di aree tramite il metodo sviluppato degli antichi (in particolare da Archimede), che ridenominò "metodo di esaustione". Gli è anche accreditato un metodo analogo a quello degli indivisibili di Cavalieri. Fu il primo a trovare una formula per la quadratura dell'iperbole, mettendo in evidenza il suo comportamento logaritmico:
« Se le ascisse di un'iperbole equilatera crescono in progressione geometrica, le aree delle superfici delimitate dall'iperbole e dalle corrispondenti ordinate crescono in progressione aritmetica. »
Egli, inoltre, dopo quasi due millenni, riuscì a dare una risposta matematica ai celebri paradossi di Zenone. L’errore commesso da Zenone consiste nell’idea che la somma di un numero infinito di intervalli finiti di spazio e tempo debba per forza essere infinita. Questa somma, in quanto serie convergente è invece finita (e quindi l’Achille del famoso paradosso, può raggiungere e superare la tartaruga).

## Opere
- (LA) Theses cometis, Lovanio, 1619.
- (LA) Theses mechanicae, Anversa, 1620.

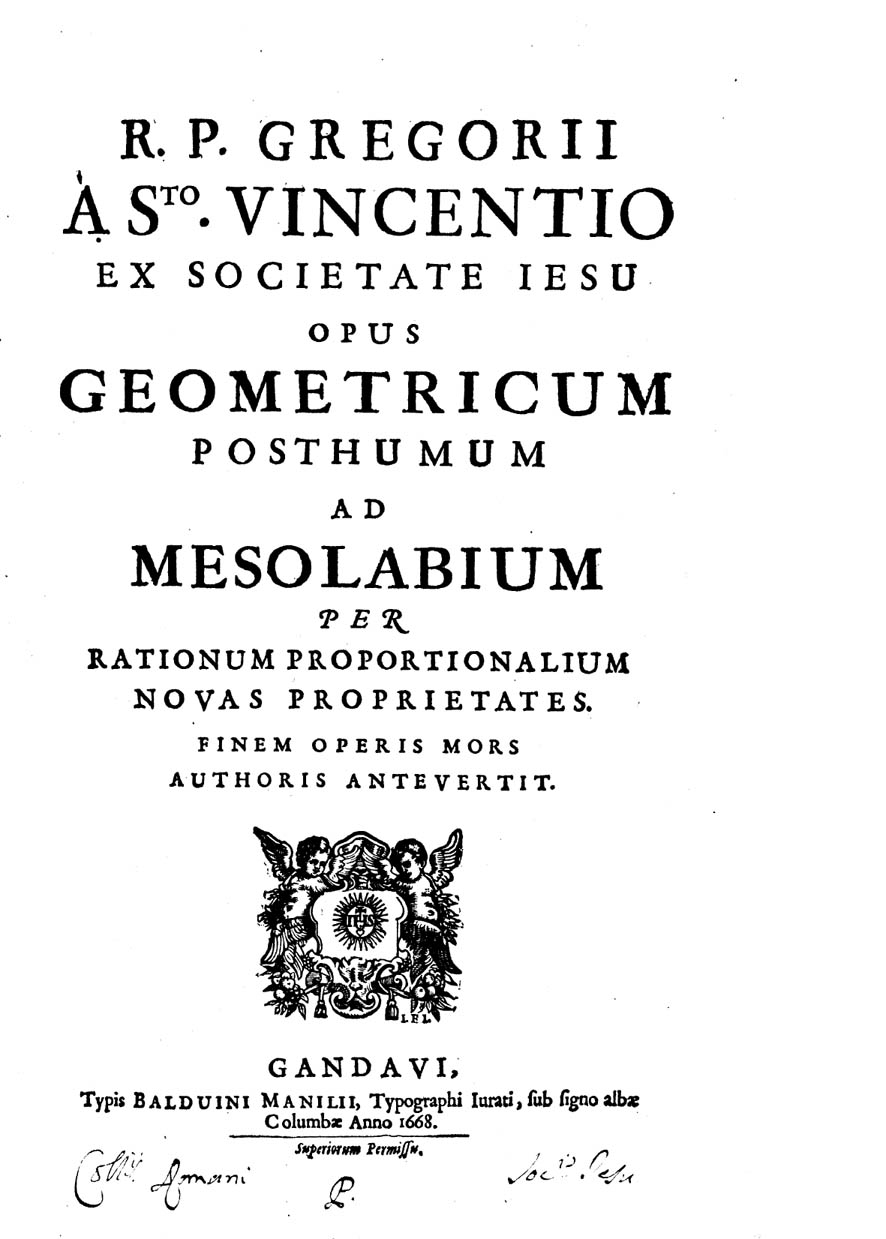
Opus geometricum posthumum, 1668

- (LA) Opus geometricum quadraturae circuli et sectionum coni decem libris comprehensum, Anversa, Jan van Meurs & Jacob van Meurs, 1647.
- (LA) Opus geometricum posthumum ad mesolabium per rationum proportionalium novas proprietates, Gand, Bauduyn Manilius, 1668.